# St. Martin (Forchheim)

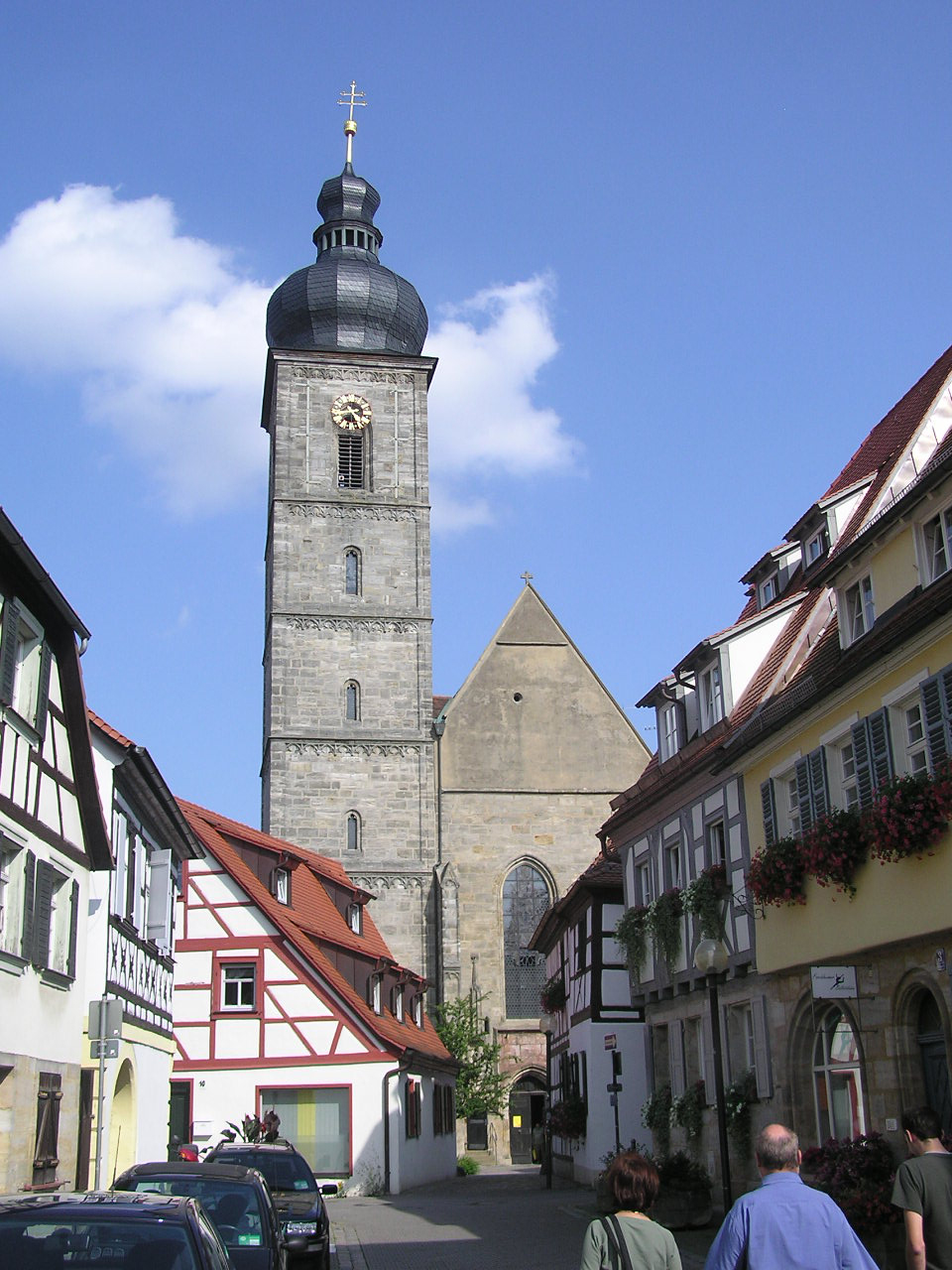
Martinskirche

St. Martin ist ein ehemaliges Kollegiatstift in Forchheim in Bayern in der Erzdiözese Bamberg.

## Geschichte

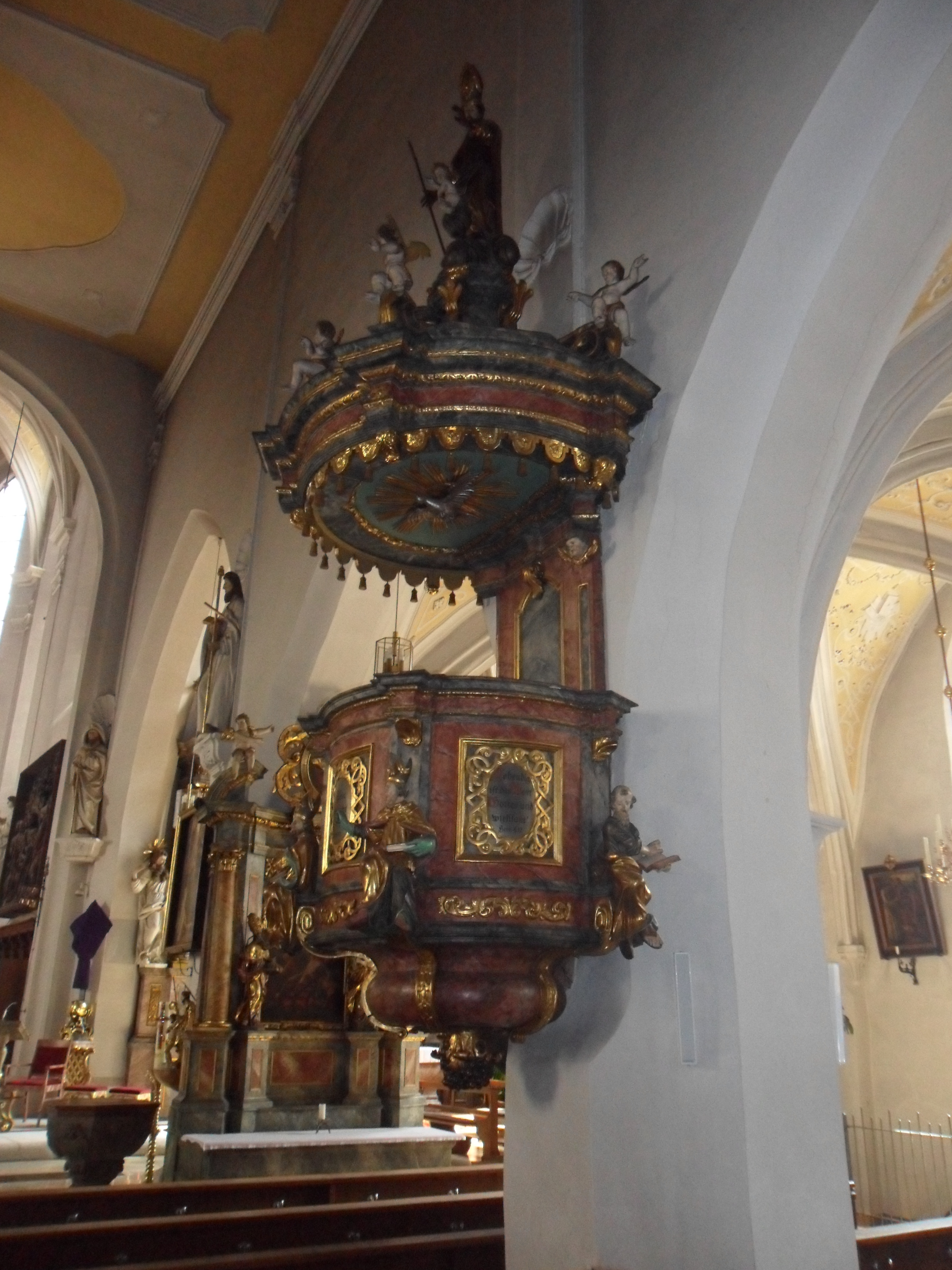
Hauptschiff, Seitenschiff, Chor

Die Kirche ging aus der Eigenkapelle eines karolingischen Königshofes hervor, in dem unter den Karolingern und Ottonen mehrere Synoden stattfanden. Auch bei der Missionierung der Mainslawen war sie von Bedeutung.
Das Bistum Würzburg bekam die Kirche 976 durch eine Schenkung Ottos I., das Bistum Bamberg 1017 durch Tausch.
Um 1200 wurde die alte Königskirche durch eine spätromanische Kirche mit kreuzförmigem Grundriss, von der noch ein Teil des Querschiffs und die darunter liegende Krypta erhalten sind, ersetzt.
Der Bamberger Bischof Leopold von Bebenburg verwandelte sie 1354 in ein Stift. Im 14. Jahrhundert wurde das Gotteshaus zu einer hochgotischen Basilika erweitert, deren Obergaden seit 1540 unter einem Satteldach verborgen sind. Das Hauptschiff des Langhauses hat eine verputzte flache Balkendecke. Die übrigen Teile des Kirchenraums sind gewölbt. Der Turm wurde erstmals 1406 erwähnt, seine heutige Gestalt hat er seit 1670.
Mit dem Reichsdeputationshauptschluss 1803 kam das Stift Forchheim zum Kurfürstentum Bayern, das es schon im Vorjahr militärisch besetzt hatte. Mit der Säkularisation des Stiftes wurde die Kirche 1803 zur Pfarrkirche.

## Glocken
Das Geläute der Kirche besteht aus sechs Glocken:
| Glocke | Name            | Gussjahr | Gießer                           | Schlagton |
| ------ | --------------- | -------- | -------------------------------- | --------- |
| 1      | Marienglocke    | 1946     | Karl Czudnochowsky (Erding)      | h0        |
| 2      | Martinsglocke   | 1837*    | Georg Michael Keller (Bamberg)   | cis1      |
| 3      | Heinrichsglocke | 1946     | Karl Czudnochowsky               | dis1      |
| 4      | Barbaraglocke   | 1946     | Karl Czudnochowsky               | fis1      |
| 5      | Engelglocke     | 1946     | Karl Czudnochowsky               | gis1      |
| 6      | namenlos        | 1572     | Sebastian Reichbrunn (Forchheim) | c3        |

*Ursprünglich gegossen 1680; umgegossen durch Georg Michael Keller (Bamberg) im Jahr 1837